# David T. Wilkinson
David Todd Wilkinson (13. května 1935 – 5. září 2002)  byl americký kosmolog, specializující se na reliktní záření, zbytkové záření z doby raného vesmíru, které dnes vidíme v mikrovlnném spektru. Narodil se v Hillsdale v Michiganu. Doktorát získal na Michiganské univerzitě pod vedením Richarda H. Cranea. 
Byl profesorem fyziky na Princetonské univerzitě od roku 1965 až do svého odchodu do penze v roce 2002. Významně se podílel na mnoha experimentech zkoumajících reliktní záření, včetně dvou satelitů NASA COBE a Wilkinson Microwave Anisotropy Probe. Tato sonda byla pojmenována po něm, po jeho smrti na rakovinu v roce 2002. 
Na své univerzitě získal ocenění za kvalitu výuky a v roce 1983 byl zvolen členem Národní akademie věd Spojených států amerických.